# Премия Ассоциации кинокритиков Лос-Анджелеса за лучшую женскую роль
Премия Ассоциации кинокритиков Лос-Анджелеса за лучшую женскую роль (англ. Los Angeles Film Critics Association Award for Best Actress) — американская кинематографическая награда, ежегодно присуждаемая Ассоциацией кинокритиков Лос-Анджелеса актрисам за выдающееся исполнение главной роли в фильме.

## Лауреаты

### 1970-е
| Год  | Актриса         | Русское название фильма | Оригинальное название фильма | Роль                  | Прим. |
| ---- | --------------- | ----------------------- | ---------------------------- | --------------------- | ----- |
| 1975 | Флоринда Болкан | «Короткий отпуск»       | Una breve vacanza            | Клара Матаро          | [ 1 ] |
| 1976 | Лив Ульман      | «Лицом к лицу»          | Ansikte mot ansikte          | доктор Йенни Исакссон | [ 2 ] |
| 1977 | Шелли Дюваль    | «Три женщины»           | 3 Women                      | Милдред Ламморо       | [ 3 ] |
| 1978 | Джейн Фонда     | «Возвращение домой»     | Coming Home                  | Салли Хайд            | [ 4 ] |
| 1979 | Салли Филд      | «Норма Рэй»             | Norma Rae                    | Норма Рэй Уэбстер     | [ 5 ] |

### 1980-е
| Год  | Актриса         | Русское название фильма           | Оригинальное название фильма  | Роль                | Прим.  |
| ---- | --------------- | --------------------------------- | ----------------------------- | ------------------- | ------ |
| 1980 | Сисси Спейсек   | «Дочь шахтёра»                    | Coal Miner's Daughter         | Лоретта Линн        | [ 6 ]  |
| 1981 | Мерил Стрип     | «Женщина французского лейтенанта» | The French Lieutenant's Woman | Сара Вудрафф / Анна | [ 7 ]  |
| 1982 | Мерил Стрип     | «Выбор Софи»                      | Sophie's Choice               | Софи Завистовски    | [ 8 ]  |
| 1983 | Ширли Маклейн   | «Язык нежности»                   | Terms of Endearment           | Аврора Гринуэй      | [ 9 ]  |
| 1984 | Кэтлин Тёрнер   | «Преступления на почве страсти»   | Crimes of Passion             | Джоанна Крейн       | [ 10 ] |
| 1985 | Мерил Стрип     | «Из Африки»                       | Out of Africa                 | Карен Бликсен       | [ 11 ] |
| 1986 | Сандрин Боннер  | «Без крыши, вне закона»           | Sans toit ni loi              | Мона Бержерон       | [ 12 ] |
| 1987 | Холли Хантер    | «Телевизионные новости»           | Broadcast News                | Джейн Крейг         | [ 13 ] |
| 1987 | Салли Кёркленд  | «Анна»                            | Anna                          | Анна                | [ 13 ] |
| 1988 | Кристин Лахти   | «Бег на месте»                    | Running on Empty              | Энни Поуп           | [ 14 ] |
| 1989 | Энди Макдауэлл  | «Секс, ложь и видео»              | Sex, Lies, and Videotape      | Энн Бишоп Маллени   | [ 15 ] |
| 1989 | Мишель Пфайффер | «Знаменитые братья Бейкеры»       | The Fabulous Baker Boys       | Сьюзи Даймонд       | [ 15 ] |

### 1990-е
| Год  | Актриса             | Русское название фильма | Оригинальное название фильма | Роль              | Прим.  |
| ---- | ------------------- | ----------------------- | ---------------------------- | ----------------- | ------ |
| 1990 | Анжелика Хьюстон    | «Кидалы»                | The Grifters                 | Лилли Диллон      | [ 16 ] |
| 1991 | Мерседес Рул        | «Король-рыбак»          | The Fisher King              | Энн Наполитано    | [ 17 ] |
| 1992 | Эмма Томпсон        | «Говардс-Энд»           | Howards End                  | Маргарет Шлегель  | [ 18 ] |
| 1993 | Холли Хантер        | «Пианино»               | The Piano                    | Ада Макграт       | [ 19 ] |
| 1994 | Джессика Лэнг       | «Голубое небо»          | Blue Sky                     | Карли Маршалл     | [ 20 ] |
| 1995 | Элизабет Шу         | «Покидая Лас-Вегас»     | Leaving Las Vegas            | Сера              | [ 21 ] |
| 1996 | Бренда Блетин       | «Тайны и ложь»          | Secrets & Lies               | Синтия Роуз Пёрли | [ 22 ] |
| 1997 | Хелена Бонем Картер | «Крылья голубки»        | The Wings of the Dove        | Кейт Крой         | [ 23 ] |
| 1998 | Фернанда Монтенегру | «Центральный вокзал»    | Central do Brasil            | Дора              | [ 24 ] |
| 1998 | Элли Шиди           | «Высокое искусство»     | High Art                     | Люси Берлинер     | [ 24 ] |
| 1999 | Хилари Суэнк        | «Парни не плачут»       | Boys Don't Cry               | Брэндон Тина      | [ 25 ] |

### 2000-е
| Год  | Актриса         | Русское название фильма | Оригинальное название фильма | Роль           | Прим.  |
| ---- | --------------- | ----------------------- | ---------------------------- | -------------- | ------ |
| 2000 | Джулия Робертс  | «Эрин Брокович»         | Erin Brockovich              | Эрин Брокович  | [ 26 ] |
| 2001 | Сисси Спейсек   | «В спальне»             | In The Bedroom               | Рут Фаулер ‡   | [ 27 ] |
| 2002 | Джулианна Мур   | «Вдали от рая»          | Far From Heaven              | Кэти Уитакер   | [ 28 ] |
| 2003 | Наоми Уоттс     | «21 грамм»              | 21 Grams                     | Кристина Пек   | [ 29 ] |
| 2004 | Имельда Стонтон | «Вера Дрейк»            | Vera Drake                   | Вера Дрейк     | [ 30 ] |
| 2005 | Вера Фармига    | «До последней черты»    | Down to the Bone             | Айрин Моррисон | [ 31 ] |
| 2006 | Хелен Миррен    | «Королева»              | The Queen                    | Елизавета II   | [ 32 ] |
| 2007 | Марион Котийяр  | «Жизнь в розовом цвете» | La Vie en Rose               | Эдит Пиаф      | [ 33 ] |
| 2008 | Салли Хокинс    | «Беззаботная»           | Happy-Go-Lucky               | Поппи          | [ 34 ] |
| 2009 | Иоланда Моро    | «Серафина из Санлиса»   | Séraphine                    | Серафина Луи   | [ 35 ] |

### 2010-е
| Год  | Актриса            | Русское название фильма | Оригинальное название фильма     | Роль             | Прим.  |
| ---- | ------------------ | ----------------------- | -------------------------------- | ---------------- | ------ |
| 2010 | Ким Хе Джа         | «Мать»                  | 마더                             | мать             | [ 36 ] |
| 2011 | Юн Джон Хи         | «Поэзия»                | 시                               | Ми-джа           | [ 37 ] |
| 2012 | Дженнифер Лоуренс  | «Мой парень — псих»     | Silver Linings Playbook          | Тиффани Максвелл | [ 38 ] |
| 2012 | Эммануэль Рива     | «Любовь»                | Amour                            | Анн Лоран        | [ 38 ] |
| 2013 | Кейт Бланшетт      | «Жасмин»                | Blue Jasmine                     | Жанетт Фрэнсис   | [ 39 ] |
| 2013 | Адель Экзаркопулос | «Жизнь Адель»           | La Vie d'Adèle – Chapitres 1 & 2 | Адель            | [ 39 ] |
| 2014 | Патрисия Аркетт    | «Отрочество»            | Boyhood                          | Оливия           | [ 40 ] |
| 2015 | Шарлотта Рэмплинг  | «45 лет»                | 45 Years                         | Кейт Мерсер      | [ 41 ] |
| 2016 | Изабель Юппер      | «Она»                   | Elle                             | Мишель Леблан    | [ 42 ] |
| 2017 | Салли Хокинс       | «Форма воды»            | The Shape of Water               | Элайза Эспозито  | [ 43 ] |
| 2018 | Оливия Колман      | «Фаворитка»             | The Favourite                    | королева Анна    | [ 44 ] |
| 2019 | Мэри Кей Плейс     | «Дайан»                 | Diane                            | Дайан            | [ 45 ] |

### 2020-е
| Год  | Актёр         | Русское название фильма     | Оригинальное название фильма | Роль        | Прим.  |
| ---- | ------------- | --------------------------- | ---------------------------- | ----------- | ------ |
| 2020 | Кэри Маллиган | «Девушка, подающая надежды» | Promising Young Woman        | Кэсси Томас | [ 46 ] |
| 2020 | Виола Дэвис   | «Ма Рейни: Мать блюза»      | Ma Rainey's Black Bottom     | Ма Рейни    | [ 46 ] |

## Статистика
3 победы
- Мерил Стрип (1981, 1982, 1985)

2 победы
- Сисси Спейсек (1980, 2001)
- Холли Хантер (1987, 1993)
- Салли Хокинс (2008, 2017)